# Brandbo
Brandbo is een plaats in de gemeente Fagersta in het landschap Västmanland en de provincie Västmanlands län in Zweden. De plaats heeft 61 inwoners (2005) en een oppervlakte van 29 hectare.